# Discula tetrica
Discula tetrica é uma espécie de gastrópode da família Hygromiidae.
É endémica de Região Autónoma da Madeira, Portugal.